# Agnès Grimaud
 (septembre 2010).
Si vous disposez d'ouvrages ou d'articles de référence ou si vous connaissez des sites web de qualité traitant du thème abordé ici, merci de compléter l'article en donnant les références utiles à sa vérifiabilité et en les liant à la section « Notes et références ».
Agnès Grimaud est une autrice québécoise de livres pour enfants. Elle est née en France, à Montpellier, en mars 1969. Diplômée en études françaises de l'Université de Montréal, elle devient enseignante au Collège Lionel-Groulx en 1996. Elle y agit désormais à titre de conseillère pédagogique.

## Ouvrages pédagogiques
- Coautrice de l'édition critique de La Bête humaine d'Émile Zola, Beauchemin, 2004
- Rédiger sans fautes 2. Cahier de dictées pour tous, Marcel Didier, 2009

## Romans jeunesse
- Effroyable Mémère, incroyable sorcière, Dominique et compagnie, 2006
- Effroyable Mémère et le Seigneur des Nœuds, Dominique et compagnie, 2007
- Lucie Wan et le voleur collectionneur, Dominique et compagnie, 2007
- Lucie Wan et la maison des mystères, Dominique et compagnie, 2008
- Lucie Wan et l'énigme de l'autobus, Dominique et compagnie, 2009
- L'étrange kidnappeur en série, Erpi, 2008
- Filou, chien voyou, Dominique et compagnie, 2009
- Effroyable Mémère à la plage, Dominique et compagnie, 2010
- Lucie Wan en danger, Dominique et compagnie, 2013
- Papillons de l'ombre, Ado et compagnie, 2014

## Albums illustrés
- Abra... Catastrophe!, Erpi, 2009
- La Grande Tricoteuse, Les heures bleues, 2009
- Zargouille fait le beau, Imagine, 2009
- Zargouille vert de jalousie, Imagine, 2010
- Lou déménage!, Dominique et compagnie, 2012

## Distinctions
- Lucie Wan en danger (Dominique et compagnie, 2013), finaliste au Prix Tamarac Express 2015
- Papillons de l'ombre (Ado et compagnie, 2014), finaliste au Prix TD de la littérature canadienne pour l’enfance et la jeunesse 2015
- Papillons de l'ombre (Ado et compagnie, 2014), lauréat du Choix du public littérature jeunesse 2015, présenté par la TD en association avec Radio-Canada[1]